# Túnel de Chão de Maçãs

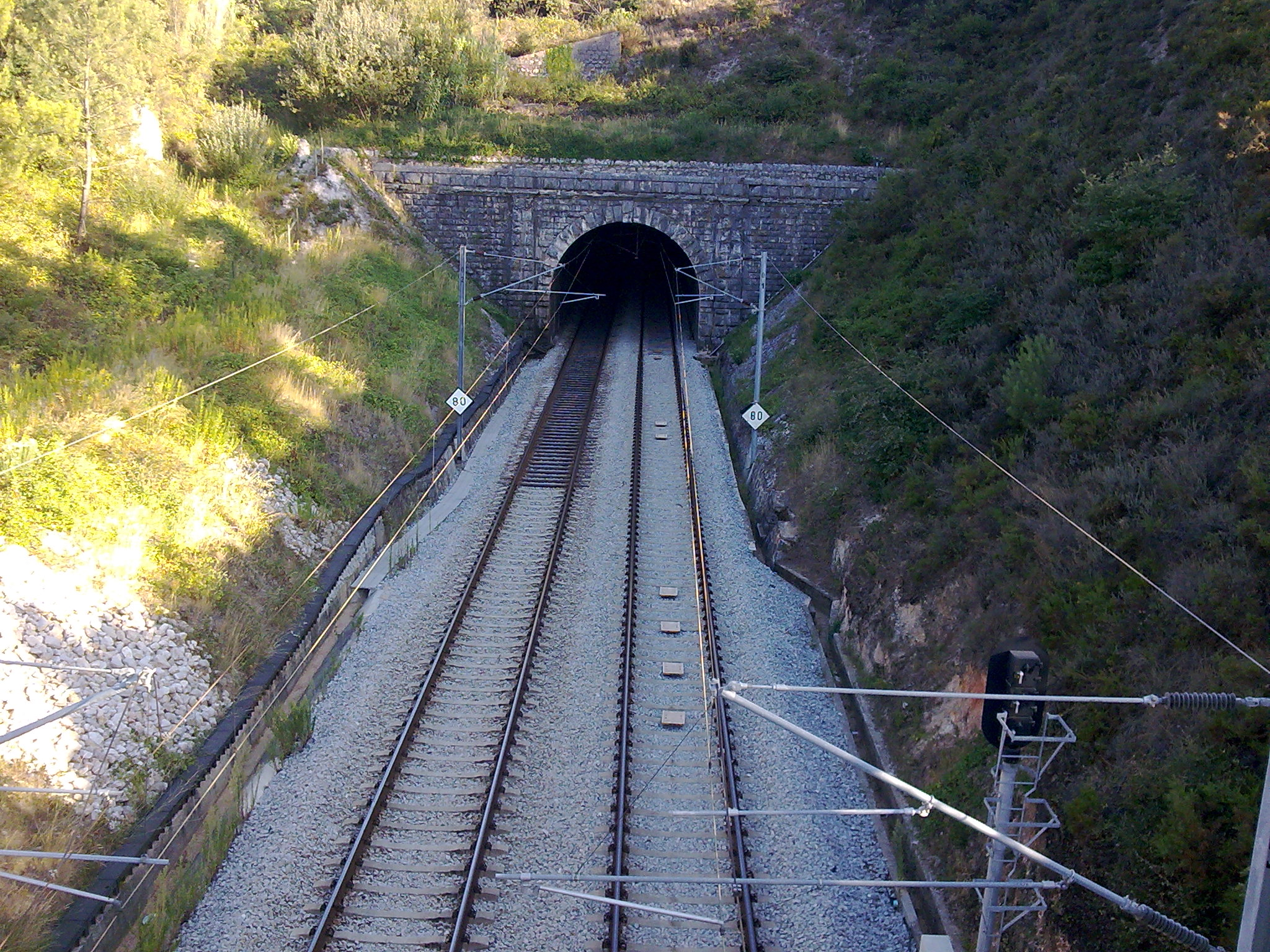
Túnel de Chão de Maçãs lado Norte

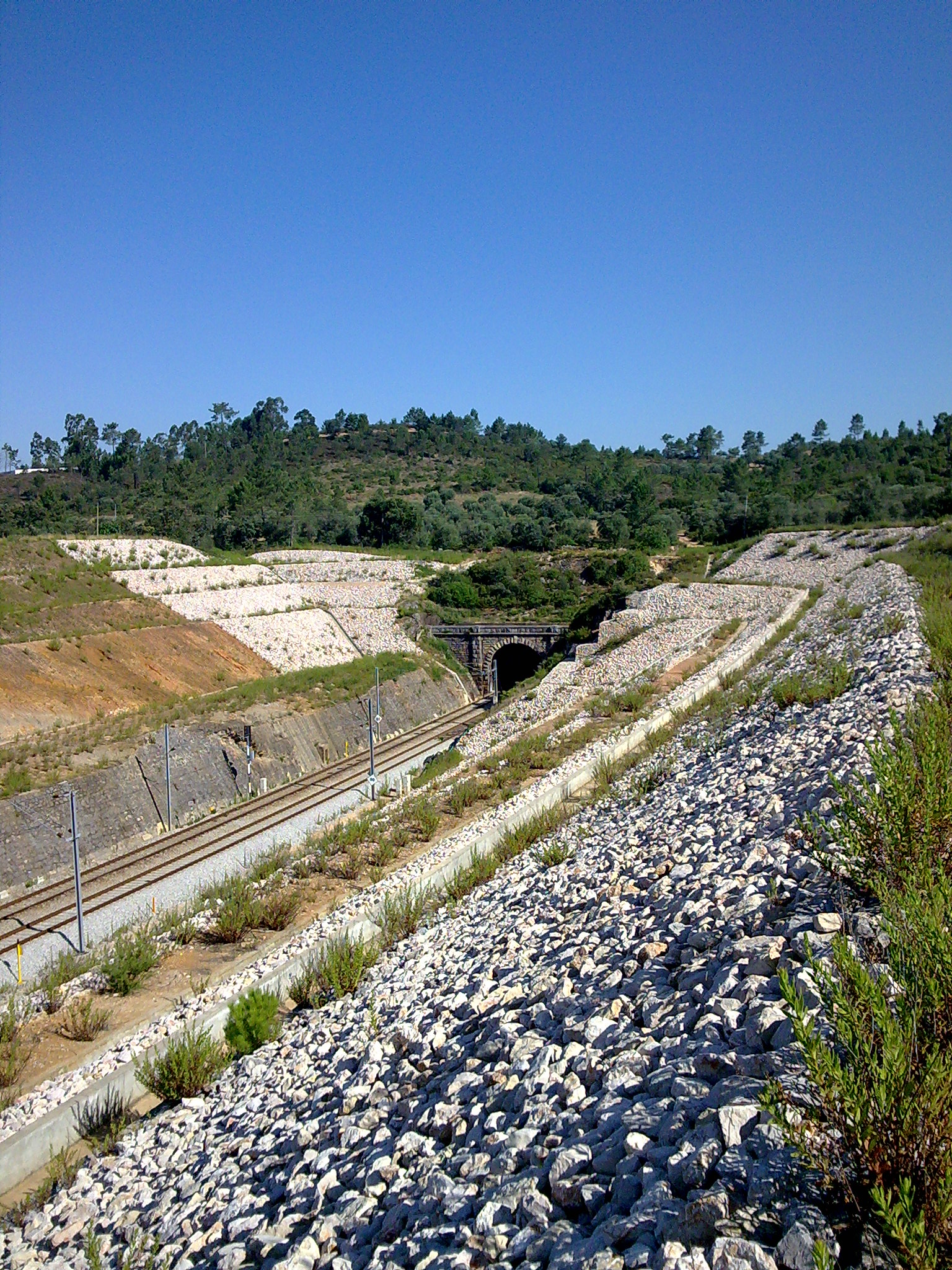
Túnel de Chão de Maçãs lado Sul

O Túnel de Chão de Maçãs é um túnel ferroviário de Portugal, fica situado na linha do Norte entre o Apeadeiro de Seiça-Ourém e a Estação Ferroviária de Chão de Maçãs-Fátima, na localidade de Chão de Maçãs, Sabacheira, Tomar.
Inaugurado em 1864, o túnel de Chão de Maçãs tem cerca de 650 metros, duas vias e é dos quinze maiores túneis ferróviarios do país.